# Secesiunea vieneză

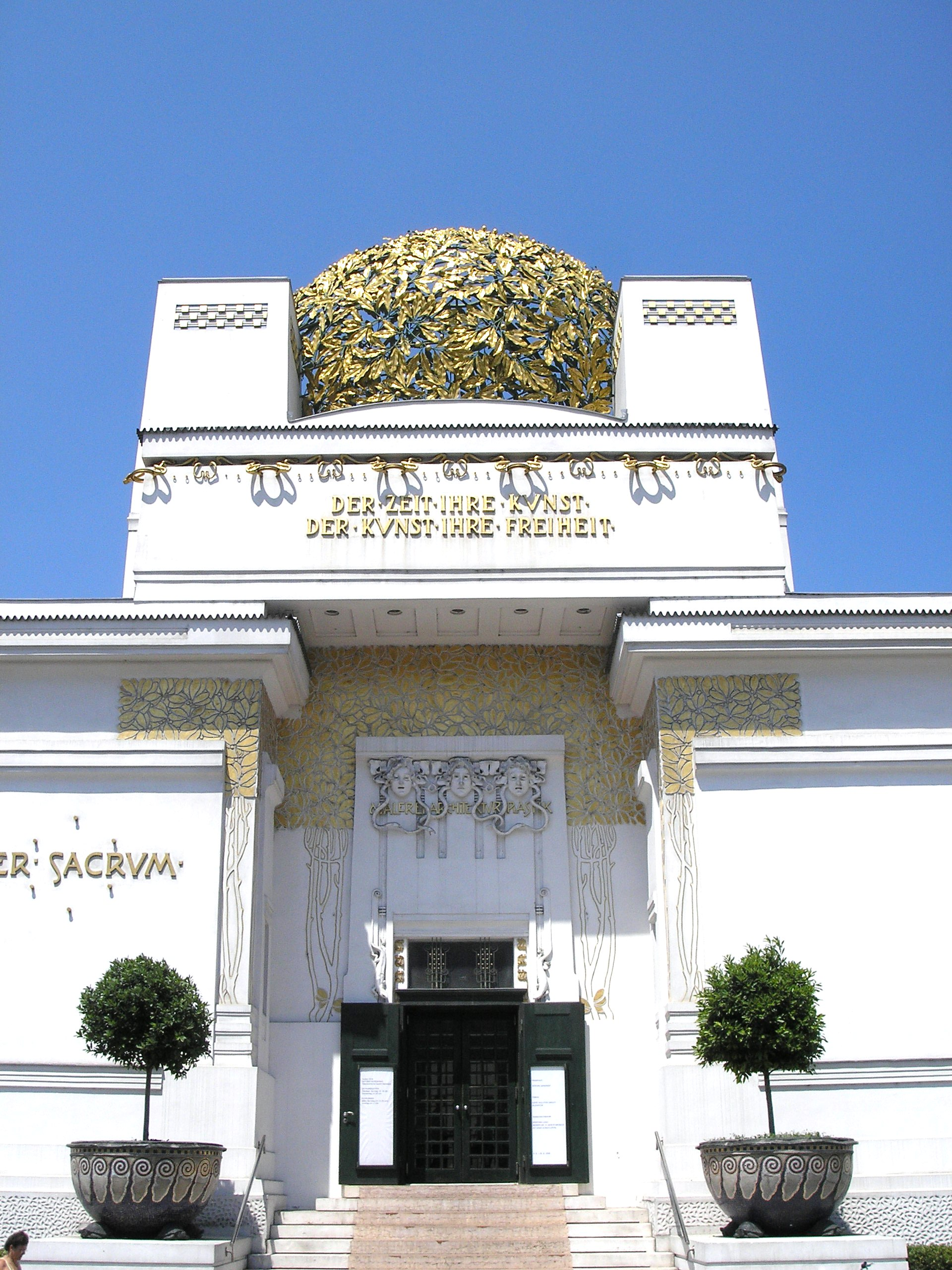
Palatul de expoziții al Secesiunii vieneze, exemplu de Jugendstil în arhitectură

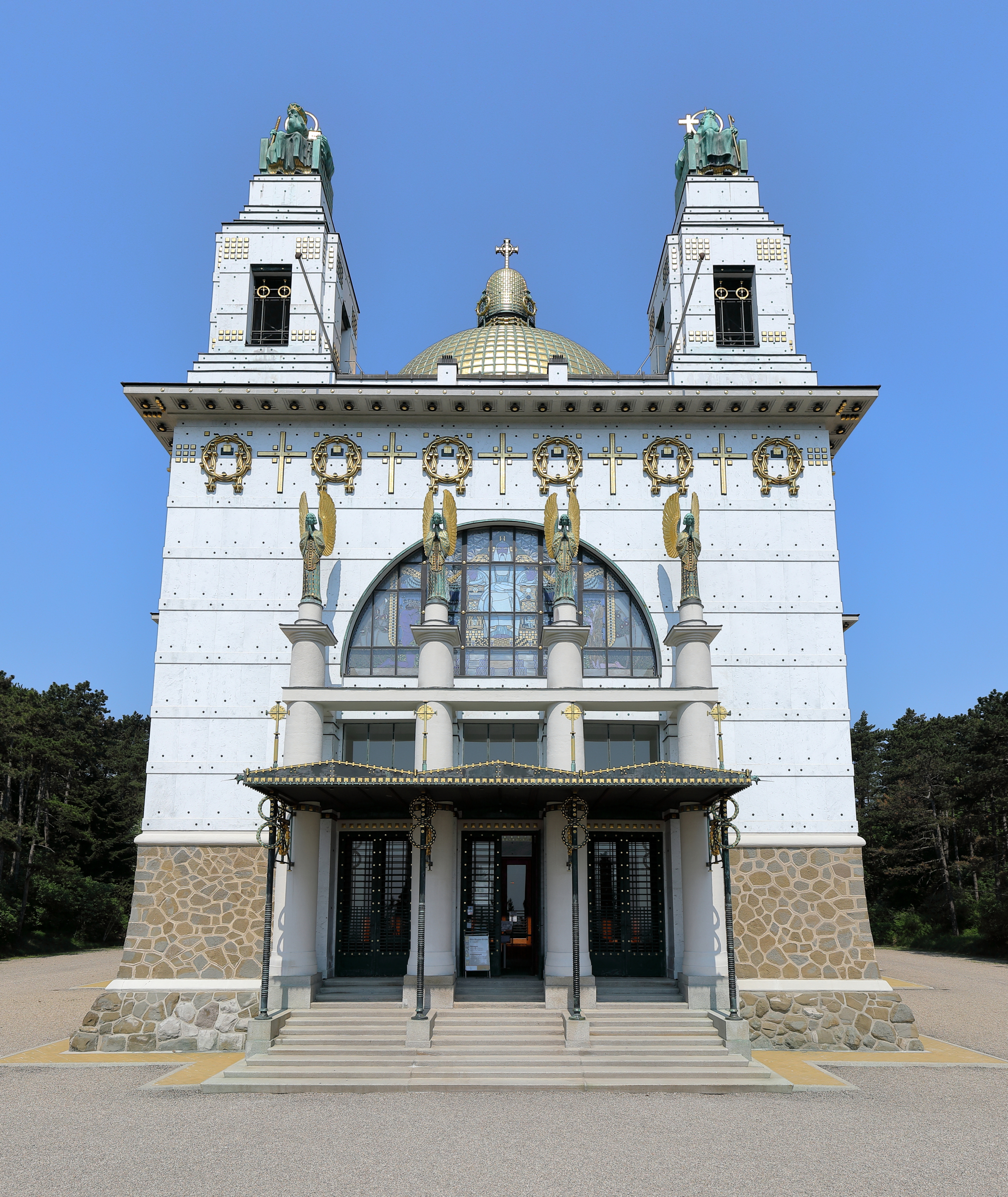
Otto Wagner, Kirche am Steinhof, Viena

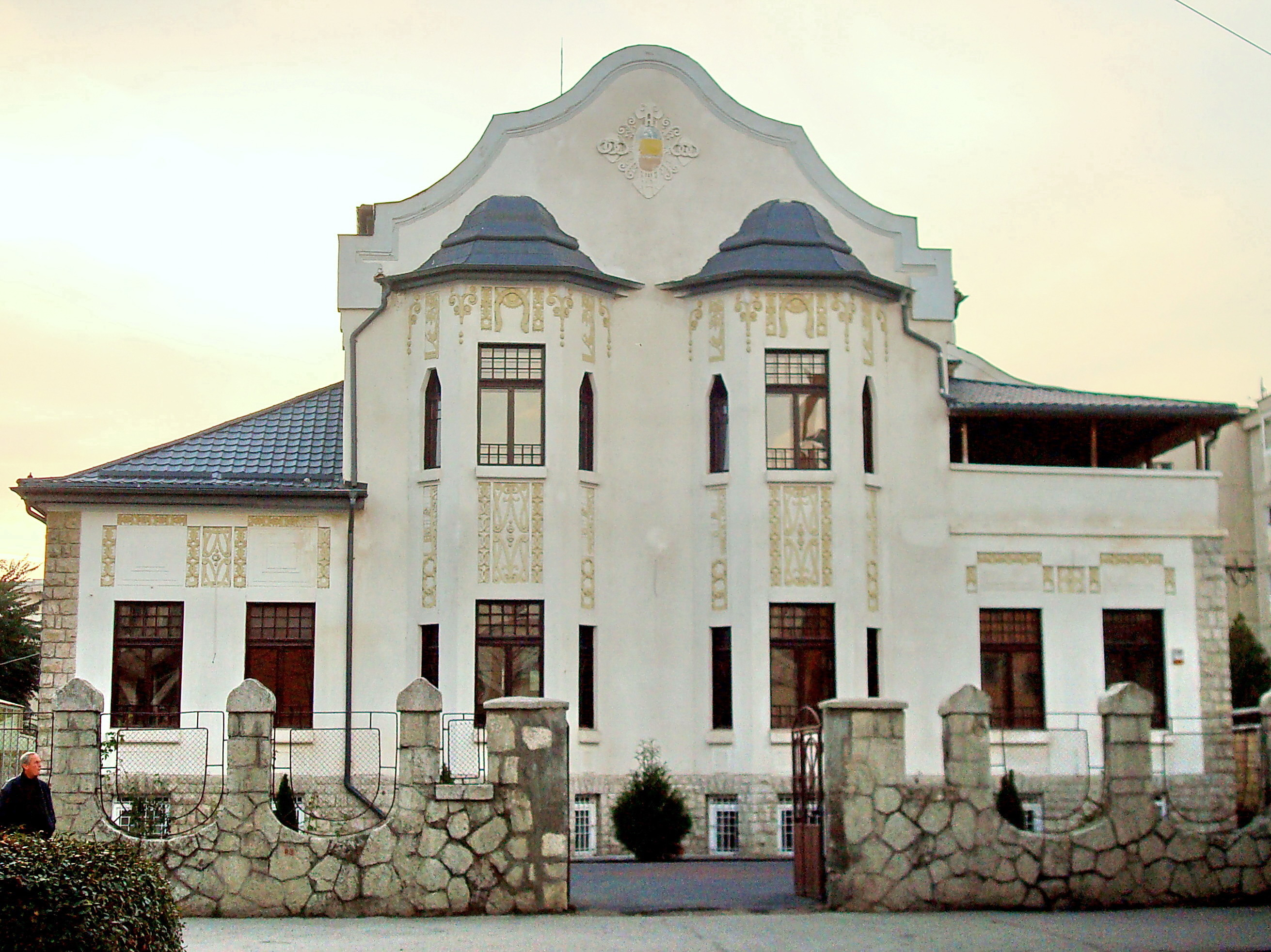
Vila Mendel din Turda

Secesiunea vieneză (în limba germană Wiener Secession) a fost o mișcare artistică apărută în 1897 la Viena, după modelul "Secesiunii müncheneze" (Münchner Sezession, 1892) și scurt timp înainte de "Secesiunea berlineză" (Berliner Sezession, 1898). Mișcarea a reunit mai ales artiști plastici, pictori, graficieni și arhitecți, care s-au rupt de tradiția istoristă, dominantă în vremea respectivă în Europa și America de Nord, de unde numele de Secession.
Termenul de "secesiune" (sau „secesionism”), o variantă germană a curentului "Art Nouveau" apărut în Europa la sfârșitul secolului al XIX-lea și începutul secolului XX, s-a aplicat în cercurile artistice tuturor eforturilor de desprindere (în latină: secessio = separare, scindare) din vechile tipare, căutându-se căi de combatere a sărăcirii și uniformizării comportate de standardele producției industriale.
Secesiunea debutează în Germania în 1892, deschizând seria dizidenților față de arta academistă promovată de "Asociația artistică din München" (Münchener Künstlergenossenschaft). Din această mișcare făceau parte Franz von Stuck, Fritz von Uhde, Wilhelm Trübner, Arnold Böcklin ș.a., care se reunesc în jurul revistei "Jugend" („Tinerețe” sau „Tineret”), de unde numele de "Jugendstil", răspândit în țările de limbă germană, până la puternica afirmare a stilului expresionist în preajma primului război mondial. 
Secesiunea vieneză a luat ființă la 3 aprilie 1897, în jurul lui Gustav Klimt (primul președinte al Uniunii), Joseph Maria Olbrich și Josef Hoffmann, la care aderă și Koloman Moser, Josef Engelhart, Otto Wagner ș.a. Asociația își construiește în 1898 un palat propriu după planurile lui J. M. Olbrich, care găzduia expoziții internaționale, editează revista "Ver Sacrum" (1898-1903), fondează "Atelierele vieneze" (Wiener Werkstätte) în 1903, ce devin un centru al design-ului european pe distanță a trei decenii. În expozițiile organizate, publicul vienez ia contact cu pictura franceză modernă, în special cu operele impresioniștilor.
Scopurile secesiunii vieneze erau:
- reunirea forțelor creatoare din întraga țară
- instaurarea de contacte cu artiștii străini
- schimb internațional de idei
- să dea impuls artelor aplicate
- opunerea unei noi expresii artistice veritabile față de arta învechită a saloanelor oficiale vieneze.

De o mare popularitate s-a bucurat a XIV-a Expoziție a secesiunii din anul 1902, dedicată lui Ludwig van Beethoven, organizată de Josef Hoffmann. În centru se afla o statuie a compozitorului realizată de Max Klinger, încojurată de "Frizele Beethoven", operă a lui Gustav Klimt.
Cu timpul unitatea de vederi a membrilor grupului secesionist a început să se destrame. În 1902, unii artiști consideră că revista "Ver Sacrum" este prea cosmopolită, împiedicând identitatea artistică vieneză, și înființează fundația "Wiener Hagenbud". 
În 1905, nemulțumit de tendințele unor artiști, Gustav Klimt formează o "secesiune în secesiune", constituind o "Klimtgruppe", la care aderă, printre alții, pictorul Koloman Moser și arhitectul Josef Hoffman, care construiește pentru acest grup "Galeria Kunstschau". 
Artiștii din "Secesiune" au practicat, în general, un anume stil geometric, care a contribuit la cristalizarea direcției raționalisto-funcționaliste (International Style). Klimt i-a influențat pe pictorii expresioniști Egon Schiele și Oskar Kokoschka.
De la Viena, mișcarea secesionistă s-a răspândit și în alte provincii ale imperiului austro-ungar. În Transilvania, clădiri în stil secesionist pot fi întâlnite la Cluj (Palatele Berde și Elian), Târgu-Mureș (vezi: Palatul Culturii), Turda (vezi: Case în stil Secession din Turda), Timișoara (Baia Publică Neptun), Arad etc.